# Delphine Darbellay
 (mars 2022).
Delphine Darbellay, née le 23 octobre 2002, est une  skieuse alpine suisse s'alignant régulièrement dans toutes les disciplines.
Elle remporte le Team Event des finales 2022 de la Coupe du Monde.

## Biographie
Elle grandit à La Fouly, dans le Val Ferret, au sein d'une famille de sportifs. Ses parents ont fait du ski alpin de compétition tandis que ses deux sœurs pratiquent le ski de fond et la gymnastique artistique. Elle a notamment fait de l'athlétisme, de la danse et du patinage artistique avant de se consacrer au ski alpin car elle aimait "l’esprit de la compétition et que les résultats suivaient".

### Saison 2018-2019: les débuts
Delphine Darbellay prend part à sa première course FIS à 16 ans, le 15 novembre 2018 lors du slalom de Diavolezza (dans le Val Bernina) qu'elle termine à la 36e place. Deux semaines plus tard, elle fait partie des vingt premières à l'occasion du géant d'Arosa, puis elle figure dans le top10 du géant de Veysonnaz en décembre dans ce qui n'est que sa cinquième course FIS. Elle réussit à obtenir encore deux 7e place avant la fin de l'année lors de deux géants à Laax. En janvier à Zinal, elle termine sa première descente FIS à la 14e place et son premier super G FIS le lendemain à la 8e place. Ces performances font qu'elle est alignée dès le 29 janvier 2019 en Coupe d'Europe pour les épreuves des Diablerets mais l'écart de niveau est encore trop important. En février, elle retourne sur le circuit FIS et obtient immédiatement de bons résultats, notamment une 10e place au slalom de Sörenberg et une 7e place au géant de Meiringen. Le 13 février, elle réussit même à monter pour la première fois sur le podium avec une 2e place au slalom de Jaun. En fin de saison, elle réussit encore deux top5 avec la 5e place du slalom de Beckenreid-Klewenalp et la 4e du super G de Zinal. Lors des championnats de Suisse, elle figure dans le top15 en slalom et en géant mais devient surtout le 2 avril à Zinal championne suisse juniors de descente face à des concurrentes âgées de 2 à 3 ans de plus qu'elle.

### Saison 2019-2020: le coup d'arrêt
Après une entrée en matière avec deux super G de niveau Entry League à Saas-Fee qu'elle termine respectivement aux 2e et 6e places, puis deux éliminations en slalom dès la première manche à Adelboden, Delphine Darbellay débute le mois de décembre en enchaînant quatre excellentes performances. À Veysonnaz, elle prend en effet la deuxième place du premier géant FIS et gagne le second le lendemain puis remporte deux jours plus tard les deux Super G de Zinal.
La suite de la saison va moins bien se passer pour elle puisqu'elle va d'abord accumuler les éliminations lors des courses de fin d'année avant de se fracturer trois métatarses du pied gauche à la suite d’un accident domestique début janvier 2020. Devant porter un plâtre pendant plusieurs semaines, elle est contrainte de renoncer aux Jeux Olympiques de la Jeunesse de Lausanne et de mettre un terme à sa saison.

### Saison 2020-2021: vice-championne de Suisse
La reprise est délicate avec 4 éliminations lors des quatre premières courses mais elle revient au premier plan dès la fin novembre à Davos. Dans la station grisonne, elle devient vice-championne suisse de combiné et réalise deux autres bonnes courses (5e d'un super G FIS et 9e de celui comptant pour les championnats de Suisse). Elle est de retour en Coupe d'Europe en janvier à Zinal où elle obtient une 20e place en Super G. Elle retrouve avec une certaine régularité le top15 dans les courses FIS, notamment avec les 10e et 14e places des Super G de Bardonnèche. Dans le cadre des championnats de Suisse juniors, elle termine à la 3e place du géant à La Lenk et à la 10e du slalom de Schwende Horn. Le 11 février, elle remporte sa 4e victoire à ce niveau à l'occasion du géant FIS de Splügen avant de réussir deux top10 à la fin du mois : 7e au géant de Bad Hofgastein et 10e au Super G de Stoos.
Récompensant la progression de la skieuse valaisanne, d'importants rendez-vous se présentent à elle durant le mois de mars mais ils vont tous tourner un peu à la désillusion. D'abord, elle se retrouve reléguée dans les tréfonds[non neutre] du classement lors des Super G de Coupe d'Europe de Val di Fassa. Ensuite, elle a l'honneur[non neutre] d'être sélectionnée pour la première fois pour les Mondiaux juniors qui se déroulent cette année-là à Bansko mais, à l'image de l'équipe féminine suisse qui rentre de Bulgarie sans aucune médaille malgré le statut de favorite de certaines athlètes[réf. nécessaire], les résultats de Darbellay suscite quelques regrets. Malgré le fort vent qui souffle lors de son passage, elle possède le meilleur temps quand elle sort du tracé lors du Super G. Elle connaît également l'élimination dès la première manche du géant disputé le lendemain.
À son retour en Suisse, elle monte le 13 mars sur la troisième marche du podiumdu Super G des championnats de Suisse juniors. Après deux dernières courses FIS (9e du géant de Kronplatz et 13e de la descente de Zinal), la saison se termine pour elle avec les championnats de Suisse. Elle fait 10e en descente, 8e en Super G et 14e en slalom alors qu'elle connaît l'élimination dans le slalom du combiné et dans la seconde manche du géant.

### Saison 2021-2022: inattendue première victoire en Coupe du Monde
Après notamment une 4e place, à 7 centièmes du podium, lors du géant FIS d'Arosa, Delphine Darbellay est à nouveau conviée pour trois épreuves de Coupe d'Europe (un géant et deux Super G) mais les résultats sont décevants. Elle se rend alors à Panorama Mountain, la station canadienne où auront lieu les Mondiaux juniors en fin de saison, pour prendre part à quatre épreuves de la Nor-Am Cup, l'équivalent nord-américain de la Coupe d'Europe. Si elle connait l'élimination à deux reprises, elle réussit deux top15, en parallèle et en géant. De retour en Europe, l'année prend fin avec deux 11e place en slalom FIS à Lenzerheide.
En janvier 2022, elle prend part à deux descentes de Coupe d'Europe à Orcières-Merlette avant de revenir au pays pour les championnats de Suisse juniors. À Davos, elle décroche la 3e place en descente et la 26e en Super G ; à Engelberg, au lendemain d'une 5e place en géant FIS, elle monte à nouveau sur la 3e marche du podium à l'issue du géant. En février, après deux nouvelles expériences en Coupe d'Europe à Sarntal, c'est à Garmisch qu'elle va retrouver à deux reprises le chemin du succès en Super G : elle remporte successivement une course FIS et la course des championnats d'Allemagne juniors. Elle ne confirme cependant pas les semaines suivantes, entre éliminations multiples et résultats modestes, tant lors de courses FIS que des épreuves de Coupe d'Europe de Maribor et Crans-Montana.
Au mois de mars 2022, elle prend part à ses deuxièmes championnats du monde juniors, après Bansko 2021. Elle termine 14e de la descente à plus de 2 secondes de la médaille d'or, finit le Super G dans le top10, juste derrière Delia Durrer et doit se contenter de la 22e place du combiné alors que sa compatriote Aline Höpli s'empare du bronze, la seule médaille de la semaine pour les Suissesses. Lors du Team Event, associée à Reto Mächler, Delia Durrer et Eric Wyler, elle obtient le bronze en remportant trois de ses quatre duels et déclare que cette médaille lui redonne confiance après une saison si difficile. Elle quitte cependant le Canada sur une fausse note étant éliminée dans la seconde manche du géant après avoir été déjà largement distancée dans la première[réf. nécessaire].
Faute de trouver des athlètes intéressés à disputer le Team Event des finales de la Coupe du Monde, malgré la possibilité théorique de revenir encore sur l'Autriche au classement des nations, Swiss-ski annonce pour cette course une surprenante sélection composée de skieurs inexpérimentés. C'est ainsi que Delphine Darbellay se retrouve dans la sélection helvétique pour prendre part à sa première compétition en coupe du monde. Elle-même totalement surprise par sa sélection, elle explique n'avoir été convoquée que la veille, alors qu'elle était en cours à l'école, et qu'on lui avait juste dit qu'elle devait immédiatement se rendre à Méribel car il n'y avait personne d'autre de disponible mais qu'elle se réjouit de vivre cette expérience. Le quatuor helvétique, qui n'était pas attendu à un tel niveau, réussit une véritable démonstration et Delphine Darbelley bat même l'expérimentée Erin Mielzynski au premier tour. Miser sur la jeunesse pour cette décriée épreuve se révèle un incroyable succès,. C'est la 5e fois que la Suisse remporte cette épreuve lors des finales de coupe du monde, la première fois depuis 2019. Après l'ultime duel remporté face à l'Autriche, Darbellay rappelle qu'elle n'avait encore jamais marqué de points ni en coupe du monde, ni en coupe d'Europe. Elle précise que c'est assez fou de remporter une course de coupe du monde à sa première participation à ce niveau, car elle n'avait pas atteint les résultats escomptés en Coupe d’Europe. Elle ajoute que le parallèle par équipes est une discipline qui lui convient vraiment bien. Elle confie qu'elle n'a bien dormi la nuit précédente et qu'elle était super stressée au départ car elle avait très envie de prouver qu'elle méritait sa place.

## Palmarès

### Championnats du monde
| Épreuve / Édition      | Par équipes |
| ---------------------- | ----------- |
| Mondiaux 2025 Saalbach | Argent      |

### Coupe du Monde
- 1 victoire le 18 mars 2022 lors du Team Event des finales de la Coupe du Monde à Méribel (pour sa première course de Coupe du Monde).

### Coupe d'Europe
- Premier départ : DNF2, combiné, Les Diablerets, 29 janvier 2019

- Meilleur résultat : 20e place, Super G, Zinal, 4 janvier 2021

| Saison/Classement | Général | Général | Super G | Super G |
| Saison/Classement | Class.  | Points  | Class.  | Points  |
| ----------------- | ------- | ------- | ------- | ------- |
| 2019-2020         | -       | -       | -       | -       |
| 2020-2021         | 153e    | 11      | 43e     | 11      |
| 2021-2022         | -       | -       | -       | -       |

### Championnats du monde juniors
| Épreuve / Édition           | Descente | Super G | Slalom géant | Slalom | Combiné | Team Event |
| Mondiaux 2021 Bansko        | -        | DNF1    | DNF1         | -      | -       | -          |
| Mondiaux 2022 Panorama (en) | 14e      | 9e      | DNF2         | -      | 22e     | Bronze     |

### Championnats de Suisse
| Épreuve / Édition | Descente | Super G | Slalom géant | Slalom | Combiné |
| 2019              | -        | DNF     | 22e          | 18e    | DNF1    |
| 2020              | -        | 9e      | DNF1         | DNF1   | 2e      |
| 2021              | 10e      | 8e      | DNF2         | 14     | DNF2    |
| 2022              | -        | -       | -            | -      | -       |